# Amycus amrishi
Amycus amrishi là một loài nhện trong họ Salticidae.
Loài này thuộc chi Amycus. Amycus amrishi được Makhan miêu tả năm 2006.